# Festivalul de la Sanremo
Festival della Canzone Italiana (tradus ca „Festivalul cântecului italian/ muzică populară italiană ”) este o competiție muzicală majoră în orașul Sanremo din Liguria și este de obicei denumit Festival di Sanremo ( Festivalul Sanremo ) după locul de desfășurare. Este cea mai importantă competiție muzicală diin Italia și cea mai veche competiție de muzică pop din Europa. Festivalul, lansat în 1951, a fost sursa de inspirație pentru organizarea Concursul Muzical Eurovision (ESC);Din 1956 (cu excepția perioadei dintre 1998 și 2010 și multe alte ocazii) câștigătorul competiției primește dreptul de a reprezenta Italia la Concursul Muzical Eurovision. Acest lucru nu reprezintă însă o obligație pentru cântăreț, care poate lăsa decizia asupra reprezentantului Italiei la Rai
Inițial, locul evenimentului a fost sala de petreceri a Cazinoului Sanremo , iar perioada de spectacol a variat între ianuarie și martie, în timp ce din 1977 a avut loc la teatrul Ariston din orașul Ligurian (în afară de ediția din 1990, desfășurată la noua piață de flori din Bussana, un cătun din municipiul Sanremo), într-o perioadă care, din 1983, a fluctuat între primele zile ale lunii februarie și primele zece zile ale lunii martie.
Festivalul a fost plaforma de lansare a carierelor unora din cei mai cunoscuți cântăreți italieni, orintre care Gigliola Cinquetti,
Laura Pausini, Eros Ramazzotti, Andrea Bocelli, Giorgia, Il Volo, și Måneskin.
Festivalul este organizat de postul public Rai – Radiotelevisione Italiana și are loc o dată pe an. În prezent, difuzează cinci nopți de marți până sâmbătă pe parcursul unei săptămâni de la sfârșitul lunii februarie sau /începutul lunii martie.

## Istoric

### Inițiativa
În 1932, într -un moment de creștere a turismului în Italia, concesionarul cazinoului din Sanremo, napolitanul Luigi de Santis, a organizat un "Festival de cântece, tradiții și obiceiuri napolitane", care a avut loc în casinou între 24 decembrie 1931 și 1 ianuarie 1932 
La sfârșitul celui de -al Doilea Război Mondial, politica italiană s-a străduit să creeze o nouă imagine a Italiei pe plan internațional. Printre măsurile luate În acest scop, în orașul Sanremo a fost înființată o comisie pentru a dezvolta inițiative culturale. Amintindu-și de succesul Festivalului Napolitan din Sanremo, cu 14 ani în urmă  el a prezentat Floricultorul local de douăzeci de ani, Amilcare Rambaldi, un membru al comisiei, mare iubitor de jazz, a propus organizarea unui festival de jazz la cazinoul din localitate  . Inițial, propunerea a fost respinsă.
Între timp, în orașul Viareggio, unde la 25 august 1948, în urma inițiativei lui Aldo Valleroni, a fost organizat un festivalul de cântece italian. Festivalul a avut loc și în anul următor, însă apoi a fost sistat din lipsă de fonduri. Ediția din 1948 fusese căștigată de Pino Moschini, uar cea următoare de Narciso Parigi.
Succesul acestor festivaluri a dus la nașterea actualului festival de la Sanremo Ideea unui asemenea festival a fost reluată în Sanremo de Pier Busseti, managerul Casinoului di Sanremo, care urmărise festivalul din Viareggio și și-a dat seama de potențialul unui asemenea eveniment. Bussetti s-a întors să discute  cu Amilcare Rambaldi posibilitatea de a reînvia vechea propunere a acestuia. Cei doi au reușit să obțină colaborarea jurnalistului Angelo Nizza, director artistic al cazinouluim o care a reușit să încgeie un acord cu Radio Italian Auditions, și a lui Angelo Nicola Amato, directorul cazinoului, care a mobilizat companiile de discuri din Milano să convingă cântăreții să participe.
Întenția organizatorilor era, pe de o parte, să reînvie individualitatea câmtecului talian prin Festivalul de la Sanremo și să-l îndepărteze de influența internațională, revenind la muzica populară napolitană iar,,pe de altă parte, să depășească regionalismul și sâ creeze, o muzică populară panitaliană. Acest lucru a fost specificat și prin numele complet al evenimentului: Festival della Canzone Italiana - „Festivalul cântecului italian” - di Sanremo.
Prima ediție a festivalului a avut loc la 29 ianuarie 1951 în sala festivalurilor a cazinoului din Sanremo, unde, cu nouăspreze ani înainte, avuse loc festivalul napolitan.

### Anii 1950
Pe 29 ianuarie 1951, prezentatorul Nunzio Filogamo a deschis prima ediție a festivalului, care a fost transmisă în direct la radio din sala de bal a cazinoului. Trei interpreți (Nilla Pizzi, Achille Togliani și duo-ul Fasano) au interpretat pe rând cele 20 de cântece nou scrise pentru competiție. După trei zile, în urma, votului publicului, cântecvul Grazie dei fior de Nilla Pizzi a fost declarat prima melodie câștigătoare a Festivalul de la Sanremo. Cu toate acestea, nici presa, nici criticii muzicali nu au acordat prea multă atenție evenimentului, iar publicul din sală s-a arătat, de asemenea, puțin interesat de spectacole.  Acest lucru s-a schimbat cu cea de-a doua ediție când  interesul în rândul editorilor de muzică a crescut semnificativ. Nilla Pizzi a câștigat din nou anul acesta, de această dată cu Vola colomba, ocupând simultan locul doi (cu Papaveri e papere) și locul trei (cu Una donna prega).  
Pe linia festivalului de cântec napolitan care s-a desfășurat în orașul florilor cu mai bine de douăzeci de ani în urmă, casele de discuri din Napoli au cerut și Rai să organizeze un festival de cântec napolitan. La opt luni de la prima ediție a festivalului de la Sanremo, pe 28 septembrie 1952, a început și Festivalul cântecului napolitan, în decorul Teatrului Mediteranean, în cadrul modernei Mostra d'Oltremare.
Începând cu a festivalul din 1953 s-a introdus regula dublei interpretări, fiecare melodie trebuind să fie cântată în competiție de doi interpreți în două aranjamente diferite. În acest scop, au fost folosite două orchestre diferite, una „clasică” (în acel an sub conducerea lui Cinico Angelini) și una „modernă” (sub conducerea lui Armando Trovajoli. Sanremo 1955 a fost prima ediție care a fost transmisă în direct la televiziune (pe lângă transmisia radio), cu ultima seară la Eurovision  
În anul următor, cei șase participanți la festival au fost selectați anterior printr-o competiție pentru nou-veniți la care au participat 6.656 de candidați. În același an, la Lugano a avut loc prima ediție a Concursului Muzical Eurovision, inspirat de Festivalul de la Sanremo. la care a participat și Italia cu câștigătoarea ediției, Franca Raimondi și a doua clasată, Tonina Torrielli.
În primii ani a dominat tradiția muzicală  caracterizată prin retorică și patriotism  și teme care se mișcă în complexul îngust al lui Dumnezeu, patrie și familie.  Dar deja cu Papaveri e papere a lui Nilla Pizzi (interpretată astăzi atât ca o critică la adresa politicienilor partidului Democrazia Cristiana, aflat la guvernare, cât și ca un rechizitoriu asupra rolului subordonat al femeii la acea vreme)  și apoi cu Canzone da due soldi de Katyna Ranieri (1954) a apărut un nou tip de cântec care diferă de cele plângărețe uzuale  fîînd  mai sociabil și mai vesel.  În festivalul din 1958, victoria lui Domenico Modugno (și a lui Johnny Dorelli) cu cântecul Nel blu dipinto di blu, care este cunoscut și astăzi cu numele „Volare!”, a apărut o nouă fază a muzicii de ansamblu: în care aportul compozitorilor și cel al interpreților.nu mai erau strict separate  și s-a dezvoltat un nou mod de exprimare prin performanță care a fost confirmat în 1960 prin victoria lui  Renato Rascel dublat Tony Dallara cu cântecul „Romantica”.[26]. Cântăreți cunoscuți sub numele de urlatori („țipători”), ca Domenico Modugno, Adriano Celentano sau Tony Dallara, și-au exprimat durerea în cântarea lor și au dorit să obțină mai multă spontaneitate.

### Anii 1960
La începutul anilor 1960, societatea de gestiune colectivă SIAE le-a interzis brusc autorilor săi să participe la Festivalul de la Sanremo, dar foarte puțini dintre ei au respectat această interdicție. A urmat așa-numita „era Bongiorno” (1963-1967), în timpul căreia Mike Bongiorno a moderat cu succes festivalul, iar selecția participanților a fost mai diversă, cuprinzând atât „urlatoriii” printre care se cei mai cunoscuți sunt Domenico Modugno, Mina, Adriano Celentano sau Bobby Solo, cât și cantautorii ca Gino Paoli sau Umberto Bindi precum și noile trupe de beat. În cea mai mare parte, însă, tradiția a prevalat la festival, în special evidentă la festivalul din 1964, când Gigliola Cinquetti a câștigat cu melodia Non ho l'età (per amarti), în timp ce Bobby Solo a obținut apoi cel mai mare succes de vânzări cu Una lacrima sul viso. 
Ediția din 1964 a încercat, de asemenea, să dea festivalului un caracter internațional, invitând participanți străini (inclusiv), așa că fiecare înregistrare trebuia întotdeauna interpretată de un cântăreț italian și un invitat. Acest pas a fost menit să juxtapună cântăreții italieni și străini și să încerce să îmbogățească muzica populară italiană, pe de o parte, și să promoveze exportul producției muzicale italiene în străinătate, pe de altă parte.  
Primele semne de critică socială și mișcări de protest au apărut pe scena festivalului la mijlocul anilor 1960: în 1966 Adriano Celentano a prezentat Il ragazzo della via Gluck (fără a ajunge în finală), în 1967 Gianni Pettenati cu La rivoluzione și I Giganti cu La proposta a îndrăznit să pfezinte teme „revoluționare”. Dar 1967 a fost mai presus de toate anul tânărului cantautor Luigi Tenco, care nu a ajuns în finală cu Ciao amore, ciao și s-a sinucis, o traumă culturală de lungă durată a muzicii populare italiene. Cu acest eveniment dramatic, perioada de aur a lui Mike Bongiorno s-a încheiat și Festivalul de la Sanremo nu avea să mai fie niciodată ca în trecutl. Totuși, festivalul din 1968, moderat de Pippo Baudo, a reușit să prezinte cea mai largă imagine posibilă a scenei muzicale italiene. Câștigător a ieșit cântărețul Sergio Endrigo. În plus, cântăreți cu totul deosebiți ca Fausto Leali, Al Bano și Massimo Ranieri și-au făcut debutul.

### Anii 1970
Cele trei ediții de la Sanremo din 1969 (câștigate de Iva Zanicchi și Bobby Solo cu Zingara ), 1970 (câștigate de Adriano Celentano și Claudia Mori cu Chi non lavora non fa l'amore ) și 1971 (câștigate de Nada și Nicola Di Bari cu Il cuore ) è uno zingaro ) și marile succese din timpul festivalului ale lui Lucio Dalla (1971 cu 4/3/1943 și 1972 cu Piazza Grande ) și Roberto Vecchioni (1973 cu L'uomo che si gioca il cielo a dadi)  nu au putut ascunde faptul că evenimentul era în criză.  Din 1973, Rai a televizat doar finala. În același timp, nivelul conținutului a scăzut, iar stereotipurile din comediile erotice italiene ale vremii au fost din ce în ce mai jucate. Ediția din 1975 este considerată un exemplu negativ în această privințâ  iar Festivalul din 1979, câștigat de un cântăreț complet necunoscut Mino Vergnaghi, a fost un total eșec comercial. 
În același timp, în această această perioadă au fost introduse noi inovații. Din 1972, a fost abandonată regula dublei interpretări, cântecele fiind din nou prezentate de un singur interpret.  În 1974, cei 28 de participanți au fost împărțiți în două grupe, dintre care una (cea a debutanților) trebuia să se califice în finală; mai mult, s-a anunțat doar înregistrarea melodiei câștigătoare și nu mai existău alte locuri. În 1976, participanții au fost împărțiți în cinci grupe, fiecare cu doi lideri de grupă (calificați automat pentru finală); O altă schimbare drastică a fost omiterea orchestrei, în urma căreia contribuțiile au fost prezentate doar însoțite de muzică în playback. În 1977 au fost prezentate doar douăsprezece cântece, făcând inutilă împărțirea pe grupe sau faze de calificare; În 1978, participanții au intrat în cursă în trei grupe, în finală intrând doar câștigătorul fiecărei grupe. Tot în 1977, după ce avusese loc timp de 26 de ani la cazinoul din San Remo, festivalul a fost mutat definitiv la Teatrul Ariston din cauza remodelării cazinoului.

### Anii 1980
Odată cu festivalul din 1980 organizatorii au încercat reînvigorarea festivalului. Cuplul moderator Roberto Benigni și Olimpia Carlisi auavut un rol mult mai activ. A fost introdusă împărțirea în două categorii: cea principală și cea a debutanților, entry fiecare categorie având loc finale diferite, Prezentarea cântecelor în playback, fără orchestră, a fost menținutp/  În 1982, a fost introdus Premiul Critici. Rai a preluat din ce în ce mai mult inițiativa în organizarea festivalului, care a cunoscut un nou apogeu odată sub moderatorul Pippo Baudo în 1984-1987.  În plus, începând din 1987 durata  festivalului a fost extinsă la patru seri. 
Multe mari personalitâți ale muzicii populare italiene din anii 1970 au evitat festivalul, sau au participat ca invitați sau doar ca autori. Vedete mai vechi din anii 1960 și începutul anilor 1970 (cu sunt, Iva Zanicchi, Peppino di Capri, Bobby Solo sau Fred Bongusto, s-au întâlnit pe scena Teatrului Ariston cu cântăreți care doreau să-și reinvigoreze cariera îm decădere. cum ar fi ,Loredana Bertè, Donatella Rettore, Alan Sorrenti, Renato Zero, Anna Oxa sau Raf ) și cu alte personalitți care rămăseseră strâns legate de Festivalul de la Sanremo (ca Matia Bazar, Fiordaliso sau Riccardo Fogli). 
Cu excepția lui Alice (câștigătoare în 1981 cu Per Elisa) și Eros Ramazzotti (câștigător în 1986 cu Adesso tu), festivalul a fost câștigat în primul rând de cântăreți cunoscuți care,de cele mai multe ori, se apropiau de sfârșitul carierei lor. Astfel, Al Bano și {Romina Power au câștigat festivalul în 1984, Ricchi e Poveri în 1985, Gianni Morandi, Enrico Ruggeri și Umberto Tozzi în 1987, Massimo Ranieri în 1988 și Anna Oxa și Fausto Leali în 1989. Timp de ani, publicul de televiziune din toată Italia a putut vota pentru cântecele preferate.  Cu toate acestea, festivalul a putut contribui și la lansarea câțorvsa cântăreți ca Vasco Rossi, Jovanotti și Zucchero care, după rezultate neconcludente la festival, au avut ulterior un succes neașteptat și nu s-a mai întors la Sanremo.

### Anii 1990
În anii 1990, Festivalul de la Sanremo din Italia a devenit din nou un eveniment social, ceea ce se reflectă în dictonul Perché Sanremo è Sanremo („pentru că Sanremo este Sanremo”; motto-ul oficial al edițiilor din 1995 și 1996). La Festivalul de la Sanremo din 1990, au revenit juriile și orchestra  și, pentru o scurtă perioadă, participanții internaționali. În 1990 premiul a revenit formației Pooh și, în 1991, lui Riccardo Cocciante. Doi ani mai târziu, Pippo Baudo a preluat din nou moderația (din 1994 și direcția artistică), în timp ce competiția la categoria principală a introdus din nou o procedură de eliminare (din 1995 festivalul a durat și el cinci în loc de doar patru seri). Aceasta  a  avantajat debutanții, cum ar fi Laura Pausini (câștigătoarea la categoria debutanșilor în 1993 și câștigătoarea locului trei în 1994), Biagio Antonacci, Andrea Bocelli și Giorgia (câștigătoarea în 1995). Debutanții au câștigat și mai multă vizibilitate datorită competiției lor separate. Înîncepând din 1995, artiștii cei mai buni din categoria debutanților au fost admiși automat în categoria principală. Aceasta măsură a avut rezultate pozitive, ilustrate prin victoria cântăreței Giorgia, a duetului Jalisse (1997) și a cântăreței Annalisa Minetti (1998)m care nu erau cunoscuți înainte de festival și s-au afirmat ulterior.

### Anii 2000
La începutul mileniului, festivalul a încercat să implice mai mult producția muzicală independentăm ceea ce a avut ca urmare declinul interesului public, în mare parte dinn cauza boicotului mai multor case de discuri importante. Dar evenimentul și-a revenit în anii următori cel mai târziu cu ediția de succes din 2007 (cu Pippo Baudo). În ciuda scăderii interesului public și a polemicelor constante, noul mileniu a văzut Festivalul de la Sanremo a ajuns să fie o etapă în care debutanții se puteau afirma, cum este cazul cântăreților Dolcenera, Sergio Cammariere, Povia, Francesco Renga, Tricarico, Arisa, Paolo Meneguzzi, Irene Fornaciari sau al duetului Sonohra. 
În același timp au apărut diferite ale concursuri pentru identificarea de noi talente, printre care Amici di Maria De Filippi și X Factor, o suprapunere a acestora cu Festlvalul devenind evidentă, tendință care s-a amplificat la începutul deceniului ulterior. Mulți dintre cântăreții care se afirmaseră în aceste concursuri au participat ulterior la Festivalul de la Sanremo pentru consacrarea lor, printre aceștia fiind Giusy Ferreri, Noemi, Marco Mengoni, Emma Marrone, Annalisa) sau Francesca Michielin. Există însă și exemple de artiști care s-au afirmat direct la festivalul de la Sanremo, fără a fi selecționați anterior de alte concursuri; dintre aceștia trebuie menționate Malika Ayane  și Nina Zilli.

### Anii 2010
Odată cu conducerea artistică a lui Fabio Fazio în edițiile din 2013 și 2014, s-a înregistrat o scădere semnificativă a numărului de artiști din show-urile de talente, în beneficiul reprezentanților genurilor muzicale mai puțin tipice pentru evenimentul de la Sanremo, inclusiv The Bloody Beetroots (muzică electronică). Giuliano Palma & the Bluebeaters ([Ska]), Perturbazione (indie rock). Deși edițiile conduse și regizate de Fazio nu au reprezentat un succes în ceea ce privește ratingurile, ele acționează ca un pionierat pentru alegeri stilistice care s-au consolidat în edițiile ulterioare. Cu Carlo Conti, orgahizator și director al edițiilor din 2015, 2016 și 2017, radiodifuziunea este privilegiată ca criteriu de alegere a cântecelor care intră în competiție, rupând obiceiul de a alege cu prioritate balade amoroase. Odată cu ediția din 2015, Festivalul se leagă definitiv și de Concursul Muzical Eurovision, întrucât regulamentul stabilește că melodia câștigătoare a Festivalului este desemnată automat reprezinte Italia în concursul european, în afara cazului în care concurentul decite să se retragă din competiție.
Succesul și calitatea acestor ediții este demonstrată și de participanții la categoria Tineret: la ediția din 2016, în special, trei dintre cei patru finaliști din această categorie aveau să câștige ulterior la competiția principală. Este vorba despre Francesco Gabbani (câștigătorul ediției 2017), Ermal Meta (2018) și Mahmood (2019 și 2022).
Odată cu edițiile ulterioare din 2018 și 2019, conduse și regizate de Claudio Baglioni, Durata maximă a melodiilor a fost, de asemenea, crescută de la trei minute și jumătate la patru, influențând pozitiv și calitatea melodiilor din competiție. În ediția din 2019, victoria lui Mahmood cu melodia "Soldi" este considerată semnul unei rupturi clare cu trecutul, întrucât aparține unui gen, cântecele urbane, care până atunci avusese doar o prezență marginală la Sanremo, atrăgând astfel interesul tineretului, Mahmood va ocupa locul doi la Concursul Muzical Eurovision din 2019 cu aceeași melodie, câștigând notorietate internațională,

### Anii 2020
În 2020 conducerea festivalului este preluată de Amadeus, care reușește să obțină rezultate bune în privința ratingului transmisiilor de televiziune. Următoarea ediție a întâmpinat dificultăți din cauza  carantinei din primele luni ale anului 2021 determinate de pandemia COVID-19. Pentru prima oară în istoria sa, festivalul a avut loc fără public. În ciuda dificultăților evidente, festivalul vede triumful unui grup rock, Måneskin, care cu melodia hard rock "Zitti e buoni" câștigă ulterior  și Concursul Muzical Eurovision și obțin succesul global. 
Edițiile conduse de Amadeus se caracterizează printr-o creștere vizibilă a numărului de cântăreți din competiție. Au participat au atât vechile glorii ale muzicii italiene (cum ar fi Iva Zanicchi, Rita Pavone, Gianni Morandi, Massimo Ranieri, Orietta Berti, Donatella Rettore și Anna Oxa) cât și cântăreți contemporani și de succes în rândul tinerilor (pe lângă Måneskin, Mahmood și Blanco dar și cântăreți noi ca Lazza, Elodie,  formația Pinguini Tattici Nucleari, Achille Lauro, Sangiovanni și Mr. Rain), lansând chiar mai mulți artiști de nișă sau emergenți (de exemplu, Madame, Fulminacci, Levante,  duetul Coma_Cose, Tananai și Rosa Chemical).
Datorită creșterii popularității Festivalului, au revenita în competiție artiști italieni de renume internațional care nu mai participaseră la eveniment de câțiva ani, printre care Giorgia, Elisa și Marco Mengoni) și alții care deși erau bine cunoscuți, nu participaseră niciodată la festival, ca (Piero Pelù, sau formațiile Articolo 31 și I Cugini di Campagna).
În ultimii ani, în urma selecționării orașelor Milano și Cortina d'Ampezzo ca gazdă a celei de a XXV-a ediție a Jocurilor Olimpice de iarnă, festivalul a pregătirea Jocurilor. La ediția din 2021 s-a votat logo-ul, în 2022 s-a ales imnul oficial iar în 2023 s-a votat mascota oficială a Jocurilor.

## Prezentare generală a organizării festivalurilor
| #  | An   | Moderatori                                                           | Comoderatori | Organizare/Direcție artistică                    | Număr de seri | Locul competiției           |
| -- | ---- | -------------------------------------------------------------------- | --- | ------------------------------------------------ | ------------- | --------------------------- |
| 1  | 1951 | Nunzio Filogamo                                                      | — | Giulio Razzi                                     | 3             | Casinoul Sanremo            |
| 2  | 1952 | Nunzio Filogamo                                                      | — | Giulio Razzi                                     | 3             | Casinoul Sanremo            |
| 3  | 1953 | Nunzio Filogamo                                                      | — | Giulio Razzi                                     | 3             | Casinoul Sanremo            |
| 4  | 1954 | Nunzio Filogamo                                                      | — | Giulio Razzi                                     | 3             | Casinoul Sanremo            |
| 5  | 1955 | Armando Pizzo și Maria Teresa Ruta                                   | — | Giulio Razzi                                     | 3             | Casinoul Sanremo            |
| 6  | 1956 | Fausto Tommei și Maria Teresa Ruta                                   | — | Giulio Razzi                                     | 3             | Casinoul Sanremo            |
| 7  | 1957 | Nunzio Filogamo și Nicoletta Orsomando                               | Marisa Allasio și Fiorella Mari | Giulio Razzi                                     | 3             | Casinoul Sanremo            |
| 8  | 1958 | Gianni Agus                                                          | Fulvia Colombo | Achille Cajafa                                   | 3             | Casinoul Sanremo            |
| 9  | 1959 | Enzo Tortora                                                         | Adriana Serra | Edoardo Fosco                                    | 3             | Casinoul Sanremo            |
| 10 | 1960 | Enza Sampò                                                           | Paolo Ferrari | Ezio Radaelli                                    | 3             | Casinoul Sanremo            |
| 11 | 1961 | Lilly Lembo                                                          | Giuliana Calandra / Alberto Lionello | Ezio Radaelli                                    | 4             | Casinoul Sanremo            |
| 12 | 1962 | Renato Tagliani                                                      | Laura Efrikian și Vicky Ludovisi | Gianni Ravera                                    | 4             | Casinoul Sanremo            |
| 13 | 1963 | Mike Bongiorno                                                       | Edy Campagnoli, Maria Giovannini, Rosanna Armani și Giuliana Copreni                                                                                          | Gianni Ravera                                    | 3             | Casinoul Sanremo            |
| 14 | 1964 | Mike Bongiorno                                                       | Giuliana Lojodice | Gianni Ravera                                    | 3             | Casinoul Sanremo            |
| 15 | 1965 | Mike Bongiorno                                                       | Grazia Maria Spina | Gianni Ravera                                    | 3             | Casinoul Sanremo            |
| 16 | 1966 | Mike Bongiorno                                                       | Paola Penni și Carla Maria Puccini | Gianni Ravera                                    | 3             | Casinoul Sanremo            |
| 17 | 1967 | Mike Bongiorno                                                       | Renata Mauro | Gianni Ravera                                    | 3             | Casinoul Sanremo            |
| 18 | 1968 | Pippo Baudo                                                          | Luisa Rivelli | Gianni Ravera                                    | 3             | Casinoul Sanremo            |
| 19 | 1969 | Nuccio Costa                                                         | Gabriella Farinon | Ezio Radaelli                                    | 3             | Casinoul Sanremo            |
| 20 | 1970 | Nuccio Costa                                                         | Enrico Maria Salerno și Ira von Fürstenberg | Gianni Ravera și Ezio Radaelli                   | 3             | Casinoul Sanremo            |
| 21 | 1971 | Carlo Giuffré și Elsa Martinelli                                     | | Gianni Ravera și Ezio Radaelli                   | 3             | Casinoul Sanremo            |
| 22 | 1972 | Mike Bongiorno                                                       | Sylva Koscina și Paolo Villaggio | Elio Gigante                                     | 3             | Casinoul Sanremo            |
| 23 | 1973 | Mike Bongiorno                                                       | Gabriella Farinon | Vittorio Salvetti                                | 3             | Casinoul Sanremo            |
| 24 | 1974 | Corrado                                                              | Gabriella Farinon | Gianni Ravera, Vittorio Salvetti și Elio Gigante | 3             | Casinoul Sanremo            |
| 25 | 1975 | Mike Bongiorno                                                       | Sabina Ciuffini | Bruno Pallesi                                    | 3             | Casinoul Sanremo            |
| 26 | 1976 | Giancarlo Guardabassi                                                | Tiziana Pini, Serena Albano, Maddalena Galliani, Stella Luna, Lorena Rosetta Nardulli și Karla Strano Pavese                                                  | Vittorio Salvetti                                | 3             | Casinoul Sanremo            |
| 27 | 1977 | Mike Bongiorno                                                       | Maria Giovanna Elmi | Vittorio Salvetti                                | 3             | Teatrul Ariston din Sanremo |
| 28 | 1978 | Maria Giovanna Elmi                                                  | Stefania Casini și Beppe Grillo | Vittorio Salvetti                                | 3             | Teatrul Ariston din Sanremo |
| 29 | 1979 | Mike Bongiorno și Anna Maria Rizzoli                                 | Gianni Naso | Gianni Ravera                                    | 3             | Teatrul Ariston din Sanremo |
| 30 | 1980 | Claudio Cecchetto                                                    | Roberto Benigni și Olimpia Carlisi | Gianni Ravera                                    | 3             | Teatrul Ariston din Sanremo |
| 31 | 1981 | Claudio Cecchetto                                                    | Eleonora Vallone și Nilla Pizzi | Gianni Ravera                                    | 3             | Teatrul Ariston din Sanremo |
| 32 | 1982 | Claudio Cecchetto                                                    | Patrizia Rossetti | Gianni Ravera                                    | 3             | Teatrul Ariston din Sanremo |
| 33 | 1983 | Andrea Giordana                                                      | Isabel Russinova, \|Anna Pettinelli și Emanuela Falcetti | Gianni Ravera                                    | 3             | Teatrul Ariston din Sanremo |
| 34 | 1984 | Pippo Baudo                                                          | Edi Angelillo, Elisabetta Gardini, Iris Peynado, Tiziana Pini, Isabella Rocchietta și Viola Simoncioni                                                        | Gianni Ravera                                    | 3             | Teatrul Ariston din Sanremo |
| 35 | 1985 | Pippo Baudo                                                          | Patty Brard | Gianni Ravera                                    | 3             | Teatrul Ariston din Sanremo |
| 36 | 1986 | Loretta Goggi                                                        | Anna Pettinelli, Sergio Mancinelli și Mauro Micheloni | Gianni Ravera                                    | 3             | Teatrul Ariston din Sanremo |
| 37 | 1987 | Pippo Baudo                                                          | Carlo Massarini | Marco Ravera                                     | 4             | Teatrul Ariston din Sanremo |
| 38 | 1988 | Miguel Bosé și Gabriella Carlucci                                    | Carlo Massarini | Marco Ravera                                     | 4             | Teatrul Ariston din Sanremo |
| 39 | 1989 | Rosita Celentano, Paola Dominguín, Danny Quinn și Gianmarco Tognazzi | Kay Sandwick și Clare Ann Matz | Adriano Aragozzini                               | 5             | Teatrul Ariston din Sanremo |
| 40 | 1990 | Johnny Dorelli și Gabriella Carlucci                                 | — | Adriano Aragozzini                               | 4             | Palafiori lângă Sanremo     |
| 41 | 1991 | Edwige Fenech și Andrea Occhipinti                                   | — | Adriano Aragozzini                               | 4             | Teatrul Ariston din Sanremo |
| 42 | 1992 | Pippo Baudo                                                          | Alba Parietti, Brigitte Nielsen și Milly Carlucci | Adriano Aragozzini                               | 4             | Teatrul Ariston din Sanremo |
| 43 | 1993 | Pippo Baudo și Lorella Cuccarini                                     | — | Adriano Aragozzini                               | 4             | Teatrul Ariston din Sanremo |
| 44 | 1994 | Pippo Baudo                                                          | Anna Oxa und Cannelle | Pippo Baudo                                      | 4             | Teatrul Ariston din Sanremo |
| 45 | 1995 | Pippo Baudo                                                          | Anna Falchi și Claudia Koll | Pippo Baudo                                      | 5             | Teatrul Ariston din Sanremo |
| 46 | 1996 | Pippo Baudo                                                          | Sabrina Ferilli și Valeria Mazza | Pippo Baudo                                      | 5             | Teatrul Ariston din Sanremo |
| 47 | 1997 | Mike Bongiorno                                                       | Piero Chiambretti și Valeria Marini | Mario Maffucci                                   | 5             | Teatrul Ariston din Sanremo |
| 48 | 1998 | Raimondo Vianello                                                    | Eva Herzigová și Veronica Pivetti | Mario Maffucci                                   | 5             | Teatrul Ariston din Sanremo |
| 49 | 1999 | Fabio Fazio                                                          | Laetitia Casta și Renato Dulbecco | Mario Maffucci                                   | 5             | Teatrul Ariston din Sanremo |
| 50 | 2000 | Fabio Fazio                                                          | Inés Sastre, Luciano Pavarotti și Teo Teocoli | Mario Maffucci                                   | 5             | Teatrul Ariston din Sanremo |
| 51 | 2001 | Raffaella Carrà                                                      | Megan Gale, Massimo Ceccherini și Enrico Papi | Mario Maffucci                                   | 5             | Teatrul Ariston din Sanremo |
| 52 | 2002 | Pippo Baudo                                                          | Manuela Arcuri și Vittoria Belvedere | Pippo Baudo                                      | 5             | Teatrul Ariston din Sanremo |
| 53 | 2003 | Pippo Baudo                                                          | Serena Autieri și Claudia Gerini | Pippo Baudo                                      | 5             | Teatrul Ariston din Sanremo |
| 54 | 2004 | Simona Ventura                                                       | Paola Cortellesi și Gene Gnocchi | Tony Renis și Gianmarco Mazzi                    | 5             | Teatrul Ariston din Sanremo |
| 55 | 2005 | Paolo Bonolis                                                        | Antonella Clerici și Federica Felini | Paolo Bonolis și Gianmarco Mazzi                 | 5             | Teatrul Ariston din Sanremo |
| 56 | 2006 | Giorgio Panariello                                                   | Ilary Blasi și Victoria Cabello | Giorgio Panariello și Gianmarco Mazzi            | 5             | Teatrul Ariston din Sanremo |
| 57 | 2007 | Pippo Baudo și Michelle Hunziker                                     | — | Pippo Baudo                                      | 5             | Teatrul Ariston din Sanremo |
| 58 | 2008 | Pippo Baudo și Piero Chiambretti                                     | Bianca Guaccero și Andrea Osvárt | Pippo Baudo                                      | 5             | Teatrul Ariston din Sanremo |
| 59 | 2009 | Paolo Bonolis                                                        | Luca Laurenti, Paul Sculfor și Alessia Piovan, Nir Lavi și Eleonora Abbagnato, Thyago Alves și Gabriella Pession, Ivan Olita, David Gandy și Maria De Filippi | Paolo Bonolis și Gianmarco Mazzi                 | 5             | Teatrul Ariston din Sanremo |
| 60 | 2010 | Antonella Clerici                                                    | — | Gianmarco Mazzi                                  | 5             | Teatrul Ariston din Sanremo |
| 61 | 2011 | Gianni Morandi                                                       | Belén Rodríguez, Elisabetta Canalis, Luca Bizzarri și Paolo Kessisoglu                                                                                        | Gianmarco Mazzi                                  | 5             | Teatrul Ariston din Sanremo |
| 62 | 2012 | Gianni Morandi                                                       | Rocco Papaleo și Ivana Mrázová | Gianmarco Mazzi                                  | 5             | Teatrul Ariston din Sanremo |
| 63 | 2013 | Fabio Fazio și Luciana Littizzetto                                   | — | Fabio Fazio                                      | 5             | Teatrul Ariston din Sanremo |
| 64 | 2014 | Fabio Fazio și Luciana Littizzetto                                   | — | Fabio Fazio                                      | 5             | Teatrul Ariston din Sanremo |
| 65 | 2015 | Carlo Conti                                                          | Arisa, Emma Marrone și Rocío Muñoz Morales | Carlo Conti                                      | 5             | Teatrul Ariston din Sanremo |
| 66 | 2016 | Carlo Conti                                                          | Gabriel Garko, Virginia Raffaele și Mădălina Diana Ghenea | Carlo Conti                                      | 5             | Teatrul Ariston din Sanremo |
| 67 | 2017 | Carlo Conti și Maria De Filippi                                      | — | Carlo Conti                                      | 5             | Teatrul Ariston din Sanremo |
| 68 | 2018 | Claudio Baglioni, Michelle Hunziker și Pierfrancesco Favino          | — | Claudio Baglioni                                 | 5             | Teatrul Ariston din Sanremo |
| 69 | 2019 | Claudio Baglioni, Claudio Bisio și Virginia Raffaele                 | — | Claudio Baglioni                                 | 5             | Teatrul Ariston din Sanremo |
| 70 | 2020 | Amadeus și Fiorello                                                  | Diletta Leotta, Rula Jebreal, Emma D’Aquino, Laura Chimenti, Sabrina Salerno, Georgina Rodríguez, Alketa Vejsiu, Antonella Clerici, Francesca Sofia Novello   | Amadeus                                          | 5             | Teatrul Ariston din Sanremo |
| 71 | 2021 | Amadeus și Fiorello                                                  | Matilda De Angelis, Elodie, Vittoria Ceretti, Beatrice Venezi și Barbara Palombelli                                                                           | Amadeus                                          | 5             | Teatrul Ariston din Sanremo |
| 72 | 2022 | Amadeus                                                              | Ornella Muti, Lorena Cesarini, Drusilla Foer, Maria Chiara Giannetta și Sabrina Ferilli                                                                       | Amadeus                                          | 5             | Teatrul Ariston din Sanremo |
| 73 | 2023 | Amadeus cu Gianni Morandi                                            | Chiara Ferragni, Francesca Fagnani, Paola Egonu, Chiara Francini                                                                                              | Amadeus                                          | 5             | Teatrul Ariston din Sanremo |

## Importanță

### Participanți de succes la nivel internațional
În zilele noastre, Festivalul de la Sanremo are doar o importanță națională în Italia. Mai devreme - cel mai clar în anii 1950 și 1960 – din festival au apărut numeroase hituri mondiale, ai cărui interpreți au devenit vedete internaționale. Exemple:
- Nel blu dipinto di blu de Domenico Modugno (1958)
- Piove (Ciao, ciao bambina) de Domenico Modugno (1959)
- Al di là de Betty Curtis (1961) - și în versiunea lui Emilio Pericoli
- Non ho l'età de Gigliola Cinquetti (1964)
- Se piangi, se ridi de Bobby Solo (1965)
- Adesso tu de Eros Ramazzotti (1986)

### Participarea vedetelor internaționale în anii 1960
La concurs au participat numeroase vedete străine:
- Frankie Laine – 1964 cu Una lacrima sul viso, în finală (partener de echipă cu Bobby Solo)
- Peter Kraus – 1964 cu piccolo piccolo, nu s-a calificat în finală (partener de echipă al lui Emilio Pericoli )
- Peggy March – 1964 cu Passo su passo, nu s-a calificat în finală (partener de echipă al lui Claudio Villa )
- Gene Pitney – 1964 cu Quando vedrai la mia ragazza, în finală (partener de echipă cu Little Tony ), și E se domani, necalificat în finală (partener de echipă cu Fausto Cigliano ); 1965 cu Amici miei, în finală (partener de echipă Nicola Di Bari); 1966 cu Nessuno mi può giudicare, locul 2 în finală (partener de echipă al Caterinei Caselli ; 1967 cu La rivoluzione, locul 14 în finală (partener de echipă al lui Gianni Pettenati) precum și cu Guardati alle spalle, necalificat în finală (partener de echipă al lui Nicola Di Bari)
- Connie Francis – 1965 cu Ho bisogno di vederti, clasat pe locul 5 în finală (partener de echipă cu Gigliola Cinquetti ) și 1967 cu Canta ragazzina, nu s-a calificat în finală (partener de echipă cu Bobby Solo)
- Petula Clark – 1965 cu Invece no, locul 6 în finală (coechipieră cu Betty Curtis)
- Udo Jürgens – 1965 cu Abracciami forte, locul 2 în finală (partener de echipă a Ornellei Vanoni) și 1968 cu Per vivere, nu s-a calificat în finală (partener de echipă a lui Iva Zanicchi)
- Dusty Springfield – 1965 cu Tu che ne sai, nu s-a calificat în finală (partener de echipă al lui Fabrizio Ferretti) și cu Di fronte all'amore, nu s-a calificat în finală (partener de echipă al lui Gianni Mascolo)
- Françoise Hardy – 1966 cu Parlami di te, locul 14 în finală (partener de echipă a lui Edoardo Vianello)
- Dalida – 1967 cu Ciao, amore ciao, nu s-a calificat în finală (echipă a colaborat cu Luigi Tenco)
- Cher – 1967 cu Ma piano (per non svegliarti), nu s-a calificat în finală (echipă a colaborat cu Nico Fidenco )
- Dionne Warwick – 1967 cu Dedicato all'amore, nu s-a calificat în finală (partener de echipă cu Peppino di Capri ) și 1968 cu La voce del silenzio, clasat pe locul 14 în finală (partener de echipă cu Tony Del Monaco )
- Louis Armstrong – 1968 cu Mi va di cantare, locul 13 în finală (coechipieri cu Lara Saint Paul )
- Paul Anka – 1968 cu La farfalla impazzita, nu s-a calificat în finală (echipă a colaborat cu Johnny Dorelli )
- France Gall – 1969 cu La pioggia, locul 6 în finală (partener de echipă cu Gigliola Cinquetti)

### Decizie preliminară pentru Concursul muzical Eurovision
Din 1956 până în 1966, festivalul a servit și pentru a determina înscrierea Italiei la EConcursul muzical Eurovision .
Din 1967 până în 1997, festivalul a jucat un rol în determinarea contribuției italiene doar în 1972 și 1997. După ce Italia nu mai participase din 1997, revenirea la competiția europeană a avut loc în 2011, Festivalul de la Sanremo jucând  un rol important în selecția candidatului italian pentru Concursul muzical Eurovision. Din 2011 până în 2013, RAI a selectat candidații din domeniul participanților la Festivalul de la Sanremo. Din 2015, a fost stipulat că câștigătorul festivalului a primit automat dreptul de a participa la competiția europeană.  Totuși, îm 2016, câștigătorul de la Sanremo, Stadio, a refuzat să participe, așa că Francesca Michielin, clasată pe locul al doilea a reprezentat Italia. 
În 2021, trupa rock italiană Måneskin a devenit prima trupă care a câștigat atât Festivalul de la Sanremo, cât și Concursul Eurovision, câștigând concursul Eurovision din 2021, intitulat Zitti e buoni.

### Competiția principală
| Anul | Cântec și compozitor                                                                                                   | Interpret                                        |
| ---- | --- | ------------------------------------------------ |
| 1951 | "Grazie dei fiori" (Saverio Seracini, Gian Carlo Testoni, Mario Panzeri)                                               | Nilla Pizzi                                      |
| 1952 | "Vola colomba" (Carlo Concina, Bixio Cherubini)                                                                        | Nilla Pizzi                                      |
| 1953 | "Viale d'autunno" (Giovanni D'Anzi)                                                                                    | Carla Boni & Flo Sandon's                        |
| 1954 | "Tutte le mamme" (Eduardo Falcocchio, Umberto Bertini)                                                                 | Giorgio Consolini & Gino Latilla                 |
| 1955 | "Buongiorno tristezza" (Mario Ruccione, Giuseppe Fiorelli)                                                             | Claudio Villa & Tullio Pane                      |
| 1956 | "Aprite le finestre" (Virgilio Panzuti, Giuseppe Perotti)                                                              | Franca Raimondi                                  |
| 1957 | "Corde della mia chitarra" (Mario Ruccione, Giuseppe Fiorelli)                                                         | Claudio Villa & Nunzio Gallo                     |
| 1958 | "Nel blu dipinto di blu" (Domenico Modugno, Franco Migliacci)                                                          | Domenico Modugno & Johnny Dorelli                |
| 1959 | "Piove (Ciao, ciao bambina)" (Domenico Modugno, Dino Verde)                                                            | Domenico Modugno & Johnny Dorelli                |
| 1960 | "Romantica" (Renato Rascel, Dino Verde)                                                                                | Tony Dallara & Renato Rascel                     |
| 1961 | "Al di là" =Carlo Donida, Mogol)                                                                                       | Betty Curtis & Luciano Tajoli                    |
| 1962 | "Addio, addio" (Domenico Modugno, Franco Migliacci)                                                                    | Domenico Modugno & Claudio Villa                 |
| 1963 | "Uno per tutte" (Tony Renis, Alberto Testa,Mogol)                                                                      | Tony Renis & Emilio Pericoli                     |
| 1964 | "Non ho l'età" Nicola Salerno, Mario Panzeri, Giancarlo Colonnello)                                                    | Gigliola Cinquetti & Patricia Carli              |
| 1965 | "Se piangi, se ridi" (Gianny Marchetti, Bobby Solo, Mogol)                                                             | Bobby Solo & The New Christy Minstrels           |
| 1966 | "Dio, come ti amo" (Domenico Modugno)                                                                                  | Domenico Modugno & Gigliola Cinquetti            |
| 1967 | "Non pensare a me" (Eros Sciorilli, Alberto Testa)                                                                     | Claudio Villa & Iva Zanicchi                     |
| 1968 | "Canzone per te" (Sergio Endrigo, Luis Enriquez, Sergio Bardotti)                                                      | Sergio Endrigo & Roberto Carlos                  |
| 1969 | "Zingara" (Enrico Riccardi, Luigi Albertelli)                                                                          | Bobby Solo & Iva Zanicchi                        |
| 1970 | "Chi non lavora non fa l'amore" (Adriano Celentano, Ferdinando De Luca, Luciano Beretta, =Miki Del Prete)              | Adriano Celentano & Claudia Mori                 |
| 1971 | "Il cuore è uno zingaro" (Claudio Mattone, Franco Migliacci)                                                           | Nada & Nicola Di Bari                            |
| 1972 | "I giorni dell'arcobaleno" (Nicola Di Bari, Piero Pintucci, Dalmazio Masini)                                           | Nicola Di Bari                                   |
| 1973 | "Un grande amore e niente più" (Peppino di Capri, Claudio Mattone, Gianni Wright, Giuseppe Faiella, Franco Califano(\) | Peppino di Capri                                 |
| 1974 | "Ciao cara, come stai?" Cristiano Malgioglio, Italo Ianne, Claudio Fontana, Antonio Ansoldi)                           | Iva Zanicchi                                     |
| 1975 | "Ragazza del sud" (Rosangela Scalabrino)                                                                               | Gilda                                            |
| 1976 | "Non lo faccio più" (Salvatore De Pasquale, Fabrizio Berlincioni, Salvatore De Pasquale, Sergio Iodice)                | Peppino di Capri                                 |
| 1977 | "Bella da morire" (Renato Pareti, Alberto Salerno)                                                                     | Homo Sapiens                                     |
| 1978 | "...E dirsi ciao!" (Piero Cassano, Carlo Marrale, Antonella Ruggiero, Salvatore Stellitta Giancarlo Golzi)             | Matia Bazar                                      |
| 1979 | "Amare" (Sergio Ortone, Piero Soffic, Pietro Finà)                                                                     | Mino Vergnaghi                                   |
| 1980 | "Solo noi" (Toto Cutugno)                                                                                              | Toto Cutugno                                     |
| 1981 | "Per Elisa⁠(d)" Franco Battiato, Giusto Pio, Alice Visconti)                                                            | Alice                                            |
| 1982 | "Storie di tutti i giorni⁠(d)" (Riccardo Fogli, Maurizio Fabrizio, Guido Morra)                                         | Riccardo Fogli                                   |
| 1983 | "Sarà quel che sarà" (Maurizio Fabrizio, Roberto Ferri)                                                                | Tiziana Rivale                                   |
| 1984 | "Ci sarà" (Dario Farina, Cristiano Minellono)                                                                          | Al Bano & Romina Power                           |
| 1985 | "Se m'innamoro" (Dario Farina, Cristiano Minellono)                                                                    | Ricchi e Poveri                                  |
| 1986 | "Adesso tu⁠(d)" (Eros Ramazzotti, Piero Cassano, Adelio Cogliati)                                                       | Eros Ramazzotti                                  |
| 1987 | "Si può dare di più" (Umberto Tozzi, =Giancarlo Bigazzi, Raffaele Riefoli)                                             | Gianni Morandi, Enrico Ruggeri & Umberto Tozzi}} |
| 1988 | "Perdere l'amore" (Marcello Marrocchi, Giampiero Artegiani)                                                            | Massimo Ranieri                                  |
| 1989 | "Ti lascerò" (Franco Fasano, Fausto Leali, Franco Ciani, Fabrizio Berlincioni, Sergio Bardotti)                        | Anna Oxa & Fausto Leali                          |
| 1990 | "Uomini soli" (Valerio Negrini, Roby Facchinetti)                                                                      | Pooh & Dee Dee Bridgewater                       |
| 1991 | "Se stiamo insieme" (Riccardo Cocciante, Mogol)                                                                        | Riccardo Cocciante                               |
| 1992 | "Portami a ballare" (Luca Barbarossa)                                                                                  | Luca Barbarossa                                  |
| 1993 | "Mistero" (Enrico Ruggeri)                                                                                             | Enrico Ruggeri                                   |
| 1994 | "Passerà" (Aleandro Baldi)                                                                                             | Aleandro Baldi                                   |
| 1995 | "Come saprei" (Eros Ramazzotti, Vladimiro Tosetto, Adelio Cogliati, Giorgia Todrani)                                   | Giorgia                                          |
| 1996 | "Vorrei incontrarti fra cent'anni" (Rosalino Cellamare)                                                                | Ron with Tosca                                   |
| 1997 | "Fiumi di parole" (Fabio Ricci, Alessandra Drusian, Carmela Di Domenico)                                               | Jalisse                                          |
| 1998 | "Senza te o con te" (Massimo Luca, Paola Palma)                                                                        | Annalisa Minetti                                 |
| 1999 | "Senza pietà" (Alberto Salerno, Claudio Guidetti)                                                                      | Anna Oxa                                         |
| 2000 | "Sentimento" (Fausto Mesolella, Giuseppe D'Argenzio, Ferruccio Spinetti, Domenico Ciaramella, Giuseppe Servillo)       | Piccola Orchestra Avion Travel                   |
| 2001 | "Luce (Tramonti a nord est)" (Elisa Toffoli, Adelmo Fornaciari)                                                        | Elisa                                            |
| 2002 | "Messaggio d'amore" (Giancarlo Golzi, Piero Cassano)                                                                   | Matia Bazar                                      |
| 2003 | "Per dire di no" (Alberto Salerno, Alessia Aquilani)                                                                   | Alexia                                           |
| 2004 | "L'uomo volante" (Marco Masini)                                                                                        | Marco Masini}}                                   |
| 2005 | "Angelo" (Francesco Renga, Maurizio Zapatini)                                                                          | Francesco Renga}}                                |
| 2006 | "Vorrei avere il becco" (Giuseppe Povia)                                                                               | Povia                                            |
| 2007 | "Ti regalerò una rosa" (Simone Cristicchi)                                                                             | =Simone Cristicchi}}                             |
| 2008 | "Colpo di fulmine" (Gianna Nannini)                                                                                    | Giò Di Tonno}} & {{Lola Ponce}}                  |
| 2009 | "La forza mia" (Paolo Carta)                                                                                           | Marco Carta⁠(d)                                   |
| 2010 | "Per tutte le volte che..." (Pierdavide Carone}})                                                                      | [[Valerio Scanu}]]}                              |
| 2011 | "Chiamami ancora amore" (Roberto Vecchioni, Claudio Guidetti)                                                          | Roberto Vecchioni                                |
| 2012 | "Non è l'inferno" (Francesco Silvestre, Enrico Palmosi, Luca Sala)                                                     | Emma                                             |
| 2013 | "L'essenziale" (Marco Mengoni, Roberto Casalino, Francesco De Benedittis)                                              | Marco Mengoni                                    |
| 2014 | "Controvento" (Giuseppe Anastasi)                                                                                      | Arisa                                            |
| 2015 | "Grande amore⁠(d)" (Francesco Boccia, Ciro Esposito)                                                                    | Il Volo                                          |
| 2016 | "Un giorno mi dirai" (Saverio Grandi, Gaetano Curreri, Luca Chiaravalli)                                               | Stadio⁠(d)                                        |
| 2017 | "Occidentali's Karma⁠(d)" (Francesco Gabbani, Filippo Gabbani, Fabio Ilacqua, Luca Chiaravalli)                         | Francesco Gabbani                                |
| 2018 | "Non mi avete fatto niente⁠(d)" (Ermal Meta, Fabrizio Moro, Andrea Febo)                                                | Ermal Meta & Fabrizio Moro⁠(d)                    |
| 2019 | "Soldi⁠(d)" (Alessandro Mahmoud, Dardust⁠(d), Charlie Charles⁠(d)                                                         | Mahmood                                          |
| 2020 | "Fai rumore⁠(d)" (Diodato, Edwyn Roberts)                                                                               | Diodato                                          |
| 2021 | "Zitti e buoni⁠(d)" (Damiano David, Ethan Torchio, Thomas Raggi, Victoria De Angelis)                                   | Måneskin                                         |
| 2022 | "Brividi⁠(d)" (Alessandro Mahmoud, Riccardo Fabbriconi, Michele Zocca)                                                  | Mahmood & Blanco                                 |
| 2023 | "Due vite⁠(d)" (Davide Petrella, Davide Simonetta, Marco Mengoni)                                                       | Marco Mengoni                                    |

### NSecția debutanților
| Anul | Cântec și compozitor                                                                          | Interpret                         |
| ---- | --------------------------------------------------------------------------------------------- | --------------------------------- |
| 1984 | "Terra promessa" (Eros Ramazzotti, Alberto Salerno, Renato Brioschi)                          | Eros Ramazzotti                   |
| 1985 | "Niente di più" (Pietro Magnini, Cavaros)                                                     | Cinzia Corrado                    |
| 1986 | "Grande grande amore" (Stefano D'Orazio, Maurizio Fabrizio)                                   | Lena Biolcati                     |
| 1987 | "La notte dei pensieri" (Luigi Albertelli, Luigi Lopez, Michele Zarrillo)                     | Michele Zarrillo                  |
| 1988 | "Canta con noi" (Marco Battistini, Franco Sacco, Mino Reitano⁠(d), Riccardo Bolognesi)         | Future                            |
| 1989 | "Canzoni" (Amedeo Minghi⁠(d)                                                                   | Mietta                            |
| 1990 | "Disperato" (Marco Masini, Giancarlo Bigazzi, Giuseppe Dati)                                  | Marco Masini                      |
| 1991 | "Le persone inutili" (Giuseppe Dati, Paolo Vallesi)                                           | Paolo Vallesi                     |
| 1992 | "Non amarmi" (Aleandro Baldi, Giancarlo Bigazzi, Marco Falagiani)                             | Aleandro Baldi & Francesca Alotta |
| 1993 | "La solitudine" (Pietro Cremonesi, Angelo Valsiglio, Federico Cavalli)                        | Laura Pausini                     |
| 1994 | "Il mare calmo della sera" (Gian Pietro Felisatti, Gloria Nuti, Adelmo Fornaciari)            | Andrea Bocelli                    |
| 1995 | "Le ragazze" (Claudio Mattone)                                                                | Neri per Caso                     |
| 1996 | "Non ci sto" (Claudio Mattone)                                                                | Syria                             |
| 1997 | "Amici come prima" (Paola Iezzi, Chiara Iezzi)                                                | Paola e Chiara                    |
| 1998 | "Senza te o con te" (Massimo Luca, Paola Palma)                                               | Annalisa Minetti                  |
| 1999 | "Oggi sono io" (Alex Britti)                                                                  | Alex Britti                       |
| 2000 | "Semplice sai" (Frank Minoia, Giovanna Bersola)                                               | Jenny B                           |
| 2001 | "Stai con me (Forever)" (Stefano Borzi, Enzo Caterini, Sandro Nasuti)                         | Gazosa                            |
| 2002 | "Doppiamente fragili" (Marco Del Freo, David Marchetti)                                       | Anna Tatangelo                    |
| 2003 | "Siamo tutti là fuori" (Emanuela Trane)                                                       | Dolcenera                         |
| 2005 | "Non credo nei miracoli" (Laura Bonometti, Mario Natale)                                      | Laura Bono                        |
| 2006 | "Sole negli occhi" (Riccardo Maffoni)                                                         | Riccardo Maffoni                  |
| 2007 | "Pensa" (Fabrizio Mobrici)                                                                    | Fabrizio Moro                     |
| 2008 | "L'amore" (Luca Fainello, Roberto Tini, Diego Fainello)                                       | Sonohra                           |
| 2009 | "Sincerità" (Giuseppe Anastasi, Maurizio Filardo, Giuseppe Mangiaracina)                      | Arisa                             |
| 2010 | "Il linguaggio della resa" (Tony Maiello, Fio Zanotti, Fabrizio Ferraguzzo, Roberto Cardelli) | Tony Maiello                      |
| 2011 | "Follia d'amore⁠(d)" (Raphael Gualazzi)                                                        | Raphael Gualazzi                  |
| 2012 | "È vero (che ci sei)" (Matteo Bassi, Emiliano Bassi)                                          | Alessandro Casillo                |
| 2013 | "Mi servirebbe sapere" (Antonio Maggio)                                                       | Antonio Maggio                    |
| 2014 | "Nu juorno buono" (Rocco Pagliarulo, Alessandro Merli, Fabio Clemente)                        | Rocco Hunt                        |
| 2015 | "Ritornerò da te" (Giovanni Caccamo)                                                          | Giovanni Caccamo                  |
| 2016 | "Amen" (Fabio Illacqua, Francesco Gabbani)                                                    | Francesco Gabbani                 |
| 2017 | "Ora mai" (Raffaele Esposito, Rory Di Benedetto, Rosario Canale)                              | Lele                              |
| 2018 | "Il ballo delle incertezze" (Niccolò Moriconi)                                                | Ultimo                            |
| 2020 | "Vai bene così" (Leo Gassmann, Matteo Costanzo)                                               | Leo Gassmann⁠(d)                   |
| 2021 | "Polvere da sparo" (Luca Gaudiano, Francesco Cataldo)                                         | Gaudiano                          |
| 2022 | "Mille Notti" (Yuri "Yuman" Santos Tavares Carloia, Francesco Cataldo)                        | Yuman                             |
| 2023 | "La città che odi" (Antonio Filipelli, Bcroma, Gianmaria Volpato)                             | Gianmaria                         |

## Premiul criticii
Premiul Criticii este acordat din 1982, iar din 1996 i s-a dat numele complet Premio della Critica del Festival della Canzone Italiana „Mia Martini”, ca o dedicație pentru câștigătorul primului premiu, care a murit în 1995. Mia Martini deține și recordul pentru cele mai multe premii ale criticii (trei) alături de Patty Pravo și Daniele Silvestri. Dintre nou-veniți, Paola Turci a primit și de trei ori premiul (dacă sunt luate în considerare ambele categorii de nou-veniți ale festivalului din 1989).
| Anul | Categoria principală                     | Categoria principală               | Categoria debutanților (din 1984) | Categoria debutanților (din 1984) |
| Anul | Interpret                                | Cântec                             | Interpret                         | Cântec                            |
| ---- | ---------------------------------------- | ---------------------------------- | --------------------------------- | --------------------------------- |
| 1982 | Mia Martini                              | E non finisce mica il cielo        |                                   |                                   |
| 1983 | Matia Bazar                              | Vacanze romane                     |                                   |                                   |
| 1984 | Patty Pravo                              | Per una bambola                    | Santandrea                        | La fenice                         |
| 1985 | Matia Bazar                              | Souvenir                           | Cristiano De André                | Bella più di me                   |
| 1985 | Matia Bazar                              | Souvenir                           | Mango                             | Il viaggio                        |
| 1986 | Enrico Ruggeri                           | Rien ne va plus                    | Lena Biolcati                     | Grande grande amore               |
| 1987 | Fiorella Mannoia                         | Quello che le donne non dicono     | Paola Turci                       | Primo tango                       |
| 1988 | Fiorella Mannoia                         | Le notti di maggio                 | Paola Turci                       | Sarò bellissima                   |
| 1989 | Mia Martini                              | Almeno tu nell’universo            | Mietta                            | Canzoni                           |
| 1989 | Mia Martini                              | Almeno tu nell’universo            | (Paola Turci)                     | (Bambini)C                        |
| 1990 | Mia Martini                              | La nevicata del ’56                | Marco Masini                      | Disperato                         |
| 1991 | Enzo Jannacci                            | La fotografia                      | Timoria                           | L’uomo che ride                   |
| 1992 | Nuova Compagnia di Canto Popolare        | Pe’ dispietto                      | Aeroplanitaliani                  | Zitti zitti (Il silenzio è d’oro) |
| 1993 | Cristiano De André                       | Dietro la porta                    | Angela Baraldi                    | A piedi nudi                      |
| 1994 | Giorgio Faletti                          | Signor tenente                     | Baraonna                          | I giardini d’Alhambra             |
| 1995 | Giorgia                                  | Come saprei                        | Gloria                            | Le voci di dentro                 |
| 1996 | Elio e le Storie Tese                    | La terra dei cachi                 | Marina Rei                        | Al di là di questi anni           |
| 1997 | Patty Pravo                              | …E dimmi che non vuoi morire       | Niccolò Fabi                      | Capelli                           |
| 1998 | Piccola Orchestra Avion Travel           | Dormi e sogna                      | Eramo & Passavanti                | Senza confini                     |
| 1999 | Daniele Silvestri                        | Aria                               | Quintorigo                        | Rospo                             |
| 2000 | Samuele Bersani                          | Replay                             | Jenny B                           | Semplice sai                      |
| 2000 | Samuele Bersani                          | Replay                             | Lythium                           | Noël                              |
| 2001 | Elisa                                    | Luce (tramonti a nord est)         | Roberto Angelini                  | Il signor Domani                  |
| 2001 | Elisa                                    | Luce (tramonti a nord est)         | Francesco Renga                   | Raccontami…                       |
| 2002 | Daniele Silvestri                        | Salirò                             | Archinuè                          | La marcia dei santi               |
| 2003 | Sergio Cammariere                        | Tutto quello che un uomo           | Patrizia Laquidara                | Lividi e fiori                    |
| 2004 | Mario Venuti                             | Crudele                            |                                   |                                   |
| 2005 | Nicola Arigliano                         | Colpevole                          |                                   |                                   |
| 2006 | Noa, Carlo Fava und Solis String Quartet | Un discorso in generale            |                                   |                                   |
| 2007 | Simone Cristicchi                        | Ti regalerò una rosa               | Fabrizio Moro                     | Pensa                             |
| 2008 | Tricarico                                | Vita tranquilla                    | Frank Head                        | Para parà ra rara                 |
| 2009 | Afterhours                               | Il paese è reale                   | Arisa                             | Sincerità                         |
| 2010 | Malika Ayane                             | Ricomincio da qui                  | Nina Zilli                        | L’uomo che amava le donne         |
| 2011 | Roberto Vecchioni                        | Chiamami ancora amore              | Raphael Gualazzi                  | Follia d’amore                    |
| 2012 | Samuele Bersani                          | Un pallone                         | Erica Mou                         | Nella vasca da bagno del tempo    |
| 2013 | Elio e le Storie Tese                    | La canzone mononota                | Renzo Rubino                      | Il postino (Amami uomo)           |
| 2014 | Cristiano De André                       | Invisibili                         | Zibba                             | Senza di te                       |
| 2015 | Malika Ayane                             | Adesso e qui (nostalgico presente) | Giovanni Caccamo                  | Ritornerò da te                   |
| 2016 | Patty Pravo                              | Cieli immensi                      | Francesco Gabbani                 | Amen                              |
| 2017 | Ermal Meta                               | Vietato morire                     | Maldestro                         | Canzone per Federica              |
| 2018 | Ron                                      | Almeno pensami                     | Mirkoeilcane                      | Stiamo tutti bene                 |
| 2019 | Daniele Silvestri                        | Argentovivo                        | (Federica Abbate)                 | (Finalmente)D                     |
| 2019 | Daniele Silvestri                        | Argentovivo                        | (Mahmood)                         | (Gioventù bruciata)D              |
| 2020 | Diodato                                  | Fai rumore                         | Eugenio in Via Di Gioia           | Tsunami                           |
| 2021 | Willie Peyote                            | Mai dire mai (La locura)           | Wrongonyou                        | Lezioni di volo                   |
| 2022 | Massimo Ranieri                          | Lettera di là dal mare             |                                   |                                   |
| 2023 | Colapesce & Dimartino                    | Splash                             |                                   |                                   |

C Paola Turci a câștigat premiul la „categoria intermediară” Emergenți.
D Premiul a fost deja acordat în cadrul competiției Sanremo Giovani 2018.

## Link-uri web
- Site-ul oficial Rai pentru Festivalul de la Sanremo
- Site interactiv de istorie a festivalului (Rai News)